# Колючохвіст білогорлий
Колючохвіст білогорлий (Hirundapus caudacutus) — великий серпокрилець. Це один з найшвидших птахів, що у махаючому польоті здатний розвивати швидкість до 170 км/год.